# Парзиван (аэропорт)
Аэропорт Закаталa — аэропорт города Загатала Загатальского района Азербайджана.
Аэропорт расположен у южной подошвы Главного Кавказского хребта. Последняя реконструкция аэровокзального комплекса и взлётно-посадочной полосы была завершена в 2008 году, после которой в 2009 году аэропорту был присвоен международный статус.

## Перевозчики и пункты назначения
- AZAL: Баку — Международный аэропорт имени Гейдара Алиева; Нахичевань
- ИрАэро: Москва — Домодедово[1]